# Sandara Park
Sandara Park (en hangul, 박산다라; Busan, 12 de noviembre de 1984), más conocida como Dara (en hangul, 다라), es una rapera, cantante, modelo y actriz surcoreana. Fue miembro del grupo 2NE1, desde 2009 hasta 2017. Antes de unirse al grupo, debutó como solista en 2004 con su primer EP titulado Sandara.

## Vida personal
Sandara Park nació en Busan, Corea del Sur, donde vivió hasta sus 10 años. Su familia se trasladó a Filipinas para iniciar un nuevo negocio por lo que ella pasó su infancia creciendo ahí.
Es hermana mayor de Park Sang Hyun, más conocido como Thunder, exintegrante de la idol band MBLAQ.

## Carrera
Fue miembro de la agencia YG Entertainment por 14 años, de agosto de 2007 hasta mayo de 2021.
Park formó parte en un show de talentos en Filipinas, llamado "Star Circle Quest" en el canal ABS-CBN. En las rondas finales de voto por mensajes de texto, ella ganó el mayor número de votos de la audiencia.
Después de aparecer en televisión y en comerciales, lanzó en 2004 su primer EP titulado Sandara.
El 2 de agosto de 2007, a su regreso a Corea del Sur con su madre y su familia, YG Entertainment reportó que habían firmado un contrato con ella. Apareció en "The Return of Ijimae" y en el vídeo musical de Gummy: "I'm Sorry."
Park ha aparecido con artistas y bandas coreanas como BIGBANG, SE7EN, Jinusean, Lexy, and 1TYM. 
Sandara formó parte de 2NE1. Park fue el primer miembro del grupo en lanzar un sencillo como solista, titulado Kiss. En el vídeo musical actúa junto al actor coreano Lee Min Ho.

## Imagen pública

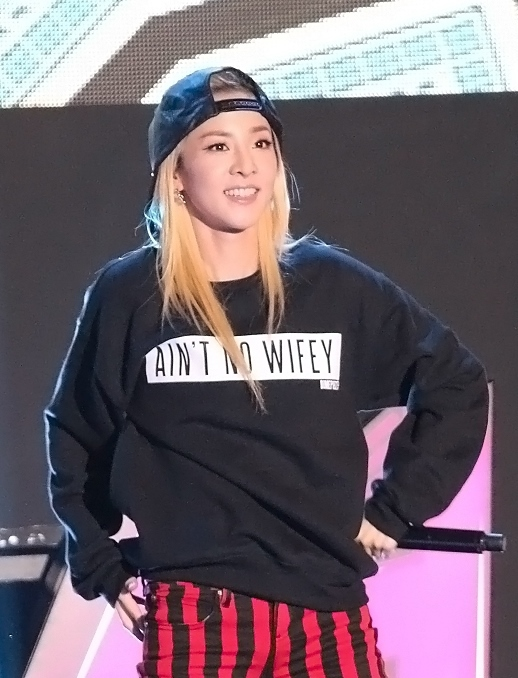
Sandara Park en un evento en septiembre del 2013

Dara es considerada como la "BoA" de los filipinos por sus fanes coreanos por el gran éxito de las dos. Ya que BoA fue la primera artista coreana en entrar al mercado japonés y triunfar así mismo Dara, pero en las Filipinas. Su fama en las Filipinas es tan grande como la del comediante Yoo Jae-suk en Corea.

### Belleza
En la cultura popular Dara es el icono de las "Baby-face" (cara de bebé) para las celebridades y el público en general, este término es usado para describir a personas las cuales lucen jóvenes a pesar de su edad. Dara tiene el apodo de "vampira" debido a su pálida piel blanca y su rostro joven. Ella tiene las proporciones faciales ideales, llamado "the golden radio" (el radio de oro) siendo 1:1:0.8 en medidas de cirugía plástica. En 2012 ella fue nombrada como la mujer más bella de su época (80s).

### Moda
Park tiene tendencias poco convencionales, su primera aparición con la canción «Lollipop» su estilo de "palmera" se convirtió en uno de los looks más famosos y parodiados en 2009 y una pieza importante de la historia del K-pop. Su look de 2012, en el cual se rapo una parte de su cabello para promocionar la canción «I Love You» atrajo la atención de los medios de comunicación y inicialmente tuvo reacciones mixtas, pero es considera como la más notable transformación.

## Otros proyectos

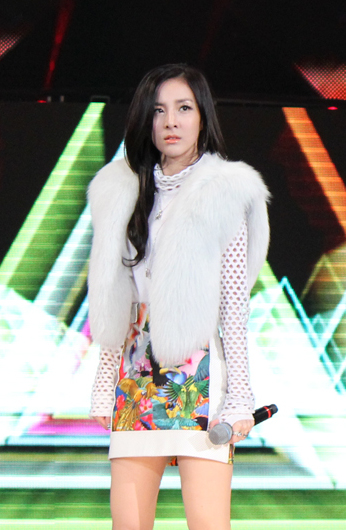
Dara en 2012

Park ha aparecido en varios comerciales de televisión tanto de Corea del Sur y Filipinas. Sus primeras promociones fueron para la línea de plumas Dong-A. Junto con los finalistas del programa de talentos Star Circle Quest, Dara modelo para la línea de jeans BNY en 2004. También fue la cara de los fideos "Tekki Asian Classic" y ayudó a promocionar las cámaras Canon para darlas a conocer en las Filipinas. También formó parte de la promoción de toallas femeninas y champú. Park estuvo en una campaña de promoción de los exfoliantes faciales Maxi-Peel junto con Kristine Hermosa. Después de haber debutado con 2NE1, Dara siguió promocionando marcas locales sin el grupo. En 2009 ella fue modelo para Oriental Brewery, una de las marcas masd famosas de cerveza en Corea, junto con el actor Lee Min-ho. Siguiendo sin promocionar sin 2NE1, Park se firmó un contrato con la compañía subsidiaria de Mitsubishi, Nikon ella sirvió como modelo para su cámara Nikon Coolpix p300. Una vez que la campaña inicio, la empresa reportó enormes ingresos en ventas las cuales los pusieron solo por debajo de Samsung, para el año de 2012. Después de esto la compañía apodo a la cámara "Sandara Digicam".
A pesar de haber trabajado con Etude House en 2010 junto con su grupo, esta marca decidió seguir trabajando con ella por dos años más ya que su imagen podría ser una "buena influencia" para potenciales compradores. Después de colaborar con Etude la marca comenzó a crecer y a competir con compañías populares de maquillaje en Corea y fue lanzada internacionalmente. Una sombrilla llamada Sweet Bunny estuvo disponible en Internet y en las tiendas en las cuales se daba como regalo a las personas que compraran cierta cantidad de maquillaje. La sombrilla no solo incremento las ventas de Etude House, sino que atrajo a personas exteriores a la marca después de una imagen de Dara con una de ellas, muchas personas visitaban las tiendas coreanas solo para comprar la sombrilla. En tan solo una semana Etudo vendió cerca de 40,000 sombrillas, ellos describieron la reacción del público como "sorprendente".
En 2013, Park se convirtió en la nueva modelo de maquillaje Clio. Inmediatamente que inició la campaña, incrementaron las ventas de su serie de maquillaje "bloody series" convirtiéndose en un best-seller. Al año siguiente su nueva máscara de pestañas "Salon de Cara" fue lanzada con Park como modelo y agoto 130,000 de estas por lo que estuvo en stock por solo tres semanas. La máscara de pestañas rompió un récord para los meses siguientes vendiendo 300,000 de estas. Una firma para los fanes fue organizada el 14 de noviembre como agradecimiento a los compradores. Clio terminó el año con 4 premios para sus productos 3 de ellos eran modelados por Park.
Fuera de todo esto Dara también ha trabajado con las marcas Adidas, Intel, Fila, Samsung, Yamaha, Bean Pole y Nintendo Wii con su grupo.

## Discografía
Con 2NE1: Anexo:Discografía de 2NE1

### EP
| Título                                                                                     | Detalles del álbum                                                                      | Posiciones en gráficos | Ventas         |           |           |           |
| Título                                                                                     | Detalles del álbum                                                                      | FIL                    | Ventas         |           |           |           |
| Filipinas                                                                                  | Filipinas                                                                               | Filipinas              | Filipinas      | Filipinas | Filipinas | Filipinas |
| ------------------------------------------------------------------------------------------ | --------------------------------------------------------------------------------------- | ---------------------- | -------------- | --------- | --------- | --------- |
| Sandara                                                                                    | - Lanzamiento: abril de 2004 - Discográfica: Star Music - Formatos: CD                  | 1                      | - FIL: 100,000 |           |           |           |
| Sandara                                                                                    | - Relanzamiento: 2006 (Sandara: Ang Ganda Ko) - Discográfica: Star Music - Formatos: CD | 1                      | - FIL: 100,000 |           |           |           |
| «─» indica que el lanzamiento no se posicionó en la lista o no se lanzó en ese territorio. |                                                                                         |                        |                |           |           |           |

### Sencillos
| Título                                                                                      | Año       | Posicionamientos | Posicionamientos | Ventas (Descargas) | Álbum                 |           |           |
| Título                                                                                      | Año       | COR              | PH               | Ventas (Descargas) | Álbum                 |           |           |
| Filipinas                                                                                   | Filipinas | Filipinas        | Filipinas        | Filipinas          | Filipinas             | Filipinas | Filipinas |
| ------------------------------------------------------------------------------------------- | --------- | ---------------- | ---------------- | ------------------ | --------------------- | --------- | --------- |
| In Or Out                                                                                   | 2004      | —                | 1                | N/A                | Sandara               |           |           |
| Walang Sabit                                                                                | 2005      | —                | 1                | N/A                | Sandara: Walang Sabit |           |           |
| Ang Ganda Ko                                                                                | 2006      | —                | 1                | N/A                | Sandara: Ang Ganda Ko |           |           |
| Corea del Sur                                                                               |           |                  |                  |                    |                       |           |           |
| Kiss feat. CL                                                                               | 2009      | 5                | —                | - COR: 1,700,000   | To Anyone             |           |           |
| «—» denota los lanzamientos que no han sido publicados o no se han publicado en esa región. |           |                  |                  |                    |                       |           |           |

### Bandas sonoras
| We Are The Stars                                                                            | 2004 | — | Ragnarok the Animation |
| Today                                                                                       | 2015 | — | We Broke Up            |
| Two of Us (con Kang Seung-yoon)                                                             | 2015 | — | We Broke Up            |
| We Broke Up (con Kang Seung-yoon)                                                           | 2015 | — | We Broke Up            |
| Always For You                                                                              | 2016 | — | One More Happy Ending  |
| Song of memory (con Han Jae-suk)                                                            | 2017 | — | One Step: OST          |
| Step                                                                                        | 2017 | — | One Step: OST Part. 2  |
| «—» denota los lanzamientos que no han sido publicados o no se han publicado en esa región. |      |   |                        |

## Filmografía

### Películas
- 2018: Cheese in the Trap
- 2017: One Step
- 2015: Dr. Yi Ahn
- 2009: Girlfriends (coreano: 걸프렌즈)
- 2007: Super Noypi
- 2006: D' Lucky Ones
- 2005: Can This Be Love'
- 2004: Bcuz Of U
- 2004: Volta (cameo)

### Dramas
- Shall We Eat Dinner Together? (MBC, 2020) - cameo (ep. 11, 16)
- Happy Ending Once Again (MBC, 2016)
- Missing Korea (KBS, 2015)
- We Broke Up (Naver TV Cast, 2015)
- The Producers (KBS2, 2015) cameo
- Dr. Yi Ahn (Naver TV Cast y Youku, 2015)
- You Who Came From the Stars (SBS, 2014) cameo
- Style (SBS, 2009) cameo
- The Return of Iljimae (MBC, 2009)

### TV Shows
- 2017: Living Together in Empty Room - Miembro (Ep. 12 - 18, 20)
- 2017: Lipstick Prince - Invitada (Ep. 7)[19]
- 2017: Dara tv
- 2016, 2017: Battle Trip - Participó junto a Kang Seung-hyun (Ep. 19-20, 33-34)
- 2015:Sugarman
- 2013: Double Park TV (junto con Park Bom)
- 2011: 2NE1 TV Temporada 3 (Mnet)
- 2010: 2NE1 TV Temporada 2 (Mnet)
- 2009: 2NE1 TV Temporada 1 (Mnet)
- 2006: Voltes V Tagalog Dubbed (Hero, GMA Network)
- 2006: Nuts Entertainment (GMA7)
- 2006: Gudtaym (ABS-CBN)
- 2006: O-Ha! (TV5)
- 2005: Farewell Lovers: A Lover in Paris Special (ABS-CBN)
- 2005: Ang Pambansang Krung-Krung ng Pilipinas TV Special (ABS-CBN)
- 2004: My Name is Sandara Park TV Special (내 이름은 산다라 박, KBS)
- 2004: ASAP Fanatic (ABS-CBN)
- 2004: Sandara's Romance (ABS-CBN)

### Vídeos musicales
- 2010: Kiss de 2ne1 (TO ANYONE)
- 2010: I Need A Girl (Taeyang con G-Dragon) (SOLAR)
- 2010: I Need A Girl (Dance Version) (Taeyang con G-Dragon) (SOLAR)
- 2008: I'm Sorry (미안해요) (Gummy con T.O.P y Park Sandara) (COMFORT)
- 2005: Smile in your heart
- 2004: In or Out